# Amt Sachsenburg
Das Amt Sachsenburg war eine im Thüringer Kreis gelegene territoriale Verwaltungseinheit des 1806 in ein Königreich umgewandelten Kurfürstentums Sachsen. Es gehörte zum „Oberen Distrikt“ des Thüringer Kreises und war zwischen 1657 und 1746 Teil des albertinischen Sekundogenitur-Fürstentums Sachsen-Weißenfels.
Bis zur Abtretung an Preußen 1815 bildete es als sächsisches Amt den räumlichen Bezugspunkt für die Einforderung landesherrlicher Abgaben und Frondienste, für Polizei, Rechtsprechung und Heeresfolge.

## Geographische Ausdehnung
Das Amt Sachsenburg lag am Nordrand des Thüringer Beckens. Bei dem Ort Sachsenburg befindet sich die knapp 500 Meter breite Thüringer Pforte, durch welche die Unstrut die Höhenzüge der Hainleite und der Schmücke durchbricht. Im Territorium münden die Lossa und die Wipper in die Unstrut. Das Amtsgebiet liegt heute im Nordosten des Freistaats Thüringen. Während die drei Orte Sachsenburg, Gorsleben und Etzleben zum Kyffhäuserkreis gehören, sind die Orte Kannawurf, Bilzingsleben, Büchel und Griefstedt Teil des Landkreises Sömmerda.

## Angrenzende Verwaltungseinheiten
Seit der Mitte des 17. Jahrhunderts grenzte das albertinische Amt Sachsenburg an folgende Gebiete:
- Nordwesten: Fürstentum Schwarzburg-Rudolstadt (Unterherrschaft)
- Nordosten: Senioratsamt Oldisleben (Exklave unter gemeinsamer Verwaltung der Ernestinischen Herzogtümer)
- Osten: Kurfürstentum Sachsen (ab 1621), 1687–1815 zum kursächs. Fürstentum Sachsen-Querfurt (Amt Heldrungen)
- Südosten: Kurfürstentum Sachsen (ab 1806 Königreich) (Amt Eckartsberga)
- Westen und Südwesten: Kurfürstentum Sachsen (ab 1806 Königreich) (Amt Weißensee)

## Geschichte

### Verschiedene Besitzer bis zum 14. Jahrhundert

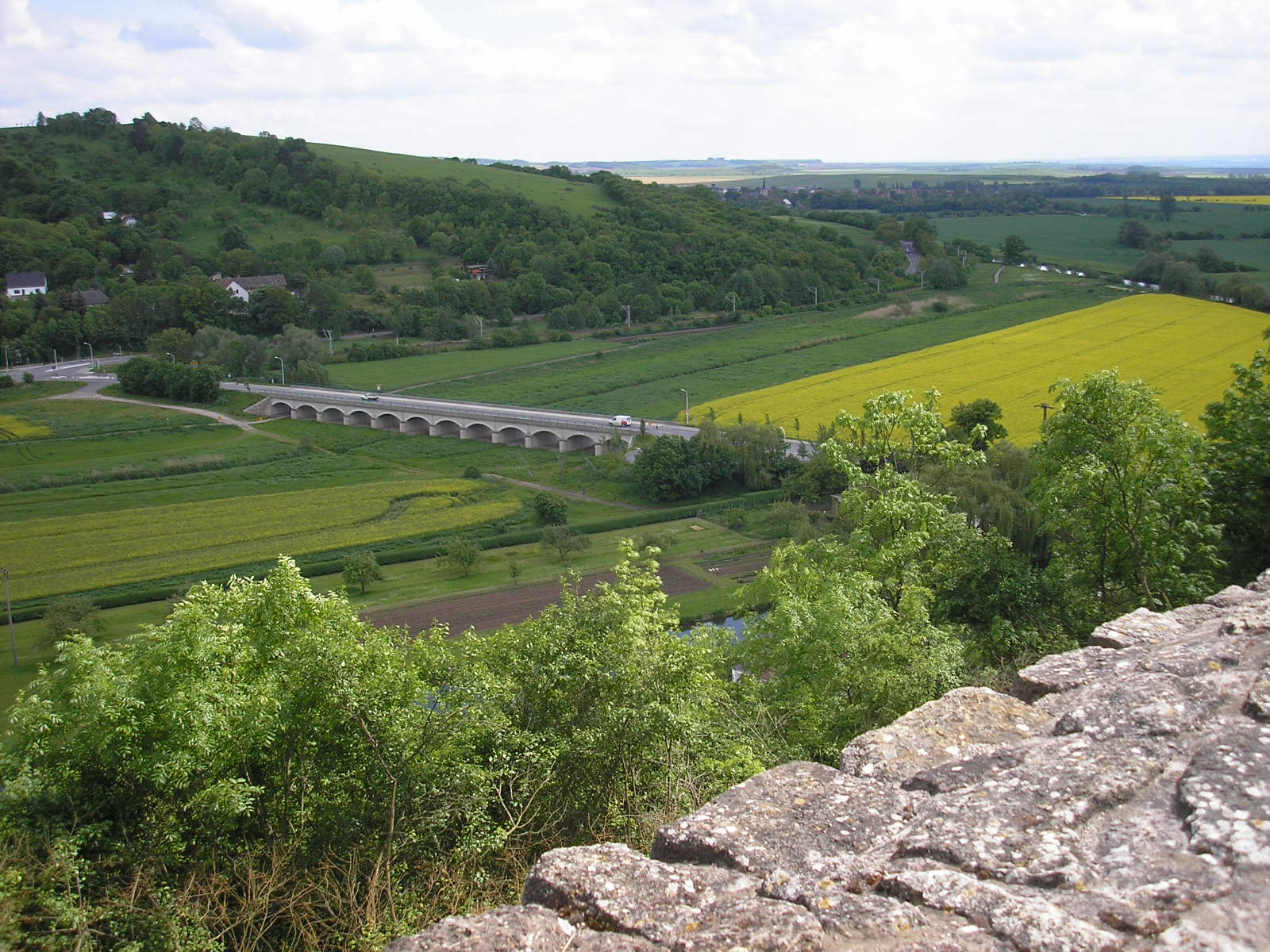
Die Brücke über die Unstrut in Sachsenburg

Bedingt durch die strategische Lage an der Thüringer Pforte, dem Durchbruch der Unstrut durch die Höhenzüge der Hainleite und der Schmücke, entstanden bereits im 7./8. Jahrhundert Burgen zur Überwachung der Heerstraße von Erfurt nach Magdeburg. Weiterhin dienten sie der Sicherung des Zugangs in das zentrale Thüringer Becken.
Im 12. Jahrhundert entstand auf dem Wächterberg die „Hakenburg“, welche auch „Untere Sachsenburg“ genannt wurde. Als frühester Besitzer der Burg und der Gegend wird um 1064 Graf Otto von Orlamünde genannt. Am Fuß des Berges wurde im Jahre 1132 der Ort Sachsenburg am linken Ufer der Unstrut erstmals erwähnt. Die Bewohner des Dorfes Sachsenburg wurden in alten Zeiten die „Passmänner“ genannt, da ihnen die Bewachung des Passes oblag und sie für die Landesherren das Geleit stellen und den Zoll erheben mussten.
Das Gebiet um die Thüringer Pforte gehörte bis Mitte des 11. Jahrhunderts den Grafen von Orlamünde. Spätestens seit 1180 waren jedoch die ludowingischen Landgrafen von Thüringen Herrscher über das Territorium. Nach dem Tode des letzten ludowingischen Landgrafen Heinrich Raspe im Jahre 1247 besetzte der Graf Siegfried von Anhalt (reg. 1252–1298) die Pfalzgrafschaft Sachsen. Er dürfte dabei auch die Burg eingenommen haben. Zur Verstärkung ließ er in der zweiten Hälfte des 13. Jahrhunderts die Obere Sachsenburg erbauen. Im Jahr 1316 kam die Sachsenburg durch die Heirat Sophia von Anhalt  mit Dietrich von Hohnstein an die Grafen von Hohnstein. 1319 wurde urkundlich erstmals zwischen der oberen und der unteren Burg unterschieden. Nach einer Fehde mussten die Grafen von Hohnstein die Lehenshoheit des Landgrafen Friedrich I. von Meißen (reg 1291–1323) anerkennen. Ebenfalls durch Heirat kam die Burg im Jahr 1335 an die Grafen von Beichlingen. Nach dem Tode des Grafen Hermann von Beichlingen im Jahr 1378 bewohnte seine Gattin Adelheid die Oberburg bis zu ihrem Tode im Jahr 1405. Die Unterburg erbte Hermanns Bruder, der sie 1407 an den wettinischen Landgrafen von Thüringen verkaufte.

### Wettinische Herrschaft
Ab 1407 war die Untere Sachsenburg somit Eigentum der Landgrafen von Thüringen und Herzöge von Sachsen. Sie diente seitdem als Sitz des Amtes Sachsenburg mit den Orten Sachsenburg, Büchel, Etzleben, Gorsleben, Griefstedt und Bilzingsleben. Später gehörte auch noch Kannawurf zum Amtsgebiet.
Im Gegensatz zur Unterburg blieb die Oberburg außerhalb des Amtsbezirkes und wurde 1441 an die Familie von Hausen verlehnt. Der albertinische Herzog Georg von Sachsen belehnte 1539 die in Kannawurf ansässige Familie von Bendeleben mit der Oberburg, die sie bis zum Dreißigjährigen Krieg bewohnte. Sie verblieb bis zu deren Aussterben im Jahre 1825 im Besitz der Familie von Bendeleben.
Die Unterburg wurde von den verschuldeten thüringischen Landgrafen und sächsischen Herzögen mehrmals verpfändet. Das Amt Sachsenburg ging 1408 von den Grafen von Beichlingen an die Wettiner über und gehörte seit der Leipziger Teilung von 1485 den Albertinern. Nach der Wittenberger Kapitulation 1547 war das Amt Sachsenburg Teil des albertinischen Kurfürstentums Sachsen. 1554 trat der albertinische Kurfürst August im Naumburger Vertrag das Amt Sachsenburg u. a. gemeinsam mit dem benachbarten Amt Oldisleben an die Ernestiner ab.
Infolge der Grumbachschen Händel nach der Reichsexekution gegen den in die Acht getanen ernestinischen Herzog Johann Friedrich II. kam das Amt Sachsenburg im Jahr 1567 gemeinsam mit den Ämtern Weida, Arnshaugk und Ziegenrück als Sicherheit (Pfandbesitz) für die Bezahlung von Kriegsschulden an die Albertinische Linie zurück und wurde als „assekuriertes Amt“ bezeichnet. 1660 übernahmen die Albertiner die assekurierten Ämter erb- und eigentümlich. Das Amt Sachsenburg gehörte seitdem zum „Oberen Distrikt“ des Thüringer Kreises im Kurfürstentum Sachsen.
Von 1657 bis 1746 gehörte das Amt Sachsenburg zum albertinischen Sekundogenitur-Fürstentum Sachsen-Weißenfels. Im Gegensatz zu den übrigen Ämtern des Thüringer Kreises unterstanden dem Herzog von Sachsen-Weißenfels auch die Schriftsassen. Nach dem Erlöschen der Nebenlinie Sachsen-Weißenfels fiel das Amt Sachsenburg im Jahr 1746 an die Hauptlinie der Albertiner zurück. Die Unterburg war bis 1802 kurfürstlicher Amtssitz. Mit der Verlegung des Amtssitzes in die Stadt verlor die Anlage ihre Bedeutung und wurde aufgegeben. Durch die Ernennung des Kurfürstentums Sachsen zum Königreich gehörte das Amt ab 1806 zum Königreich Sachsen.

### Abtretung an Preußen
Auf dem Wiener Kongress wurden im Jahr 1815 Gebietsabtretungen des Königreichs Sachsen an das Königreich Preußen beschlossen, was u. a. den gesamten Thüringer Kreis mit seinen Ämtern betraf. Das Amt Sachsenburg gehörte ab 1816 – ursprünglich war die Integration in den Kreis Weißensee des Regierungsbezirks Erfurt vorgesehen – zum neu gegründeten Kreis Eckartsberga im preußischen Regierungsbezirk Merseburg der Provinz Sachsen. Später wurde der Amtssitz von Sachsenburg nach Heldrungen verlegt.

## Zugehörige Orte
Dörfer
- Bilzingsleben
- Büchel
- Etzleben
- Gorsleben
- Griefstedt, Dorf
- Kannawurf
- Sachsenburg

Burgen und Schlösser
- Untere Sachsenburg (Unterburg, Hakenburg)
- Schloss Kannawurf

## Amtleute
- Siegfried von Bendeleben (1404/1433), Amtmann
- Christoph Heyse (bis 1548), Amtmann
- Adolf von Blankenstein (1655–1694), Amtshauptmann
- Johann Paul Rockenthien (bis 1752), Amtmann